# Eyrbyggja Saga
Eyrbyggja Saga (Islandsk udtale: [ˈeirpɪcːa ˈsaːɣa] ( lytte)) er en af de islandske sagaer; dens titel kan oversættes som Sagaen om beboerne på Øre. Den er nedskrevet af en anonym forfatter, der beskriver en langvarig fejde mellem Snorre Goði og Arnkel Goði–to stærke høvdinge i de norrøne samfund, der bosatte sig på Island. Titlen er en smule misvisende, da fortællingen også beskæftiger sig med klanerne fra Þórsnes og Alptafjörðr på Island. De mest centrale karakterer er Snorre Þorgrímsson, der er benævnt som Snorre goði. Snorre var nevø af helten, der figurerede i Gísla saga og har også en fremtrædende plads i Njáls saga og Laxdœla saga. Et andet af Eyrbyggja Saga's hovedmotiver er at berette om nogle enkelte, vigtige familiers bosættelse på Island, navnlig rundt omkring på Snæfellsnes-halvøen.
Sagaen betragtes normalt ikke som værende kunstnerisk på niveau med Egils saga, Njáls saga og Laxdæla saga, men ikke desto mindre værdsættes den af flere forskellige årsager, herunder dens historiske og folkloristiske elementer. Sagaen er karakteriseret ved en klar interesse i gamle sagn, ritualer, hedenske skikke og overtro. Den indeholder flere henvisninger til koloniseringen af Grønland og en henvisning til en ekspedition til Vinland. Den nævner også en rejse foretaget af Guðleifr Guðlaugsson og hans besætning til Hvitramannaland, som siges at eksistere uden for Vinland.
Forskellige dele af Eyrbyggja Saga har overlevet i fragmenter fra det 13. århundrede og i talrige håndskrifter fra det 14. århundrede.

## Synopsis
Sagaen blev sandsynligvis skrevet i sin helhed i midten eller slutningen af det 13. århundrede, men historikere har endnu ikke været i stand til at fastslå en præcis dato. Fortællingen begynder samtidigt med den norrøne bosættelse af Island så tidligt som i det 9. århundrede, men de fleste af de beskrevne begivenheder finder sted hen mod slutningen af det 10. århundrede og begyndelsen af det 11. århundrede. Der er også interne indikationer på, at forfatteren af sagaen var bekendt med Laxdœla saga og Egils saga.
Sagaen kan ikke tages alt for bogstaveligt, da det er en fortælling, ikke nedskrevet historie. Mange af stederne, begivenhederne og personerne er autentiske, men nogle af de beskrevne situationer er tvivlsomme. Forfatteren har en tendens til at favorisere Snorre Goði over alle andre karakterer i sagaen. Dette skyldes sandsynligvis, at forfatteren var en kristen lærd, som ønskede at hylde Snorre for at udbrede kristendommen og erklære den som Islands officielle religion.
I sin beskrivelse af kyniske forhandlinger mellem landmænd og høvdinge drejer Eyrbyggja Sagas handling sig ofte om gerninger forårsaget af grådighed, frygt, ambition eller ligefrem smålighed. Alle begivenhederne i sagaen udspiller sig i et lille område af Snæfellsnes, skiftende mellem Álptafjord på den nordlige kyst af halvøen, og Helgafell–den gård på Thórsnes, hvorpå Snorre Goði boede. Sagaen viser en jævn overgang fra hedenskab til kristendom på Island i løbet af omkring tyve år.
Sagaen skildrer de forskellige familier og personer, der bor på Snæfellsnes. Der pågår konstante fejder mellem forskellige klaner på Snæfellsnes, for det meste over ressourcer såsom træ, ejendom og husdyr. De forskellige nordboere, der er repræsenteret i sagaen, henvender sig konstant til Snorre og Arnkel for at få rådgivning og for at søge om tilladelse til at tage juridiske og/eller fysiske skridt mod de mænd, der har krænket dem.

## Overblik

### Retstilstand
Eyrbyggja Saga skildrer udøvelsen af det norrøne retssystem på Snæfellsnes, der anvendte et nævningeretssystem. Der var som regel en lokal høvding, der overvågede ejendomsgrænser, afgjorde blodfejder og tvister mellem landejere, og retsforfulgte kriminelle. Snorre Goði i særdeleshed var øverste høvding på Snæfellsnes og behandlede lokale stridigheder over brændsel, fordeling af ejendom og blodfejder. Sagaen beskriver også, hvordan Snorre i et tilfælde sætter spøgelser på anklagebænken for deres hjemsøgelser. Kapitel 55 i sagaen fortæller, hvordan Snorre og hans nevø Kjartan stævner Thorer Vidlæg og andre spøgelser for at komme og gå omkring på gården Frodå uden tilladelse og for at frarøve mænd deres liv og lykke. Gennemførslen af disse retssager bragte ifølge sagaen en ende på de hjemsøgelser, der fandt sted på Frodå.

### Kvinder
Kvinder, der er afbildet i sagaen, er fremtrædende og viljestærke personer. De kunne besidde ejendom, blive købmænd, opsøge egne ægtemænd og kommandere legioner af sømænd. Eksempelvis fik Geirrid, søster til Geirrod af Øre, en arbejdsmand til at bygge hende en stor hal for at hun kunne undersøge alle de mænd, der kom forbi, når hun forsøgte at finde en ægtemand.

### Dødsritualer
Sagaen fortæller, at ved dødsfald blev der skåret et hul i væggen tættest på dér, hvor liget lå, og liget blev så fjernet fra huset gennem hullet. Man mente, at hvis en død person blev båret gennem hoveddøren, ville dens spøgelse lære, hvordan man kommer ind og ud af huset og komme tilbage for at hjemsøge det.

### Religion
Sagaen viser et stærkt skifte fra hedenskab til kristendom på øen. Forfatteren forklarer, at Snorre Goði gav tilladelse til opførelse af kristne kirker rundt omkring på Snæfellsnes samme sommer, som han erklærede kristendommen for den officielle religion på Island, omend det er uklart, hvor mange af nordboerne, der faktisk konverterede fra den norrøne hedenskab til kristendom. Arkæologiske fund tyder på, at både hedenske og kristne begravelser fandt sted på Island, navnlig på Snæfellsnes. Mange islandske nordboere lod sig døbe og kaldte sig kristne, men få af deres gamle hedenske ritualer og overbevisninger blev opgivet; for eksempel var ligafbrænding og drikkelag efter begravelser hedenske ritualer.

## Fremtrædende figurer

### Snorre Goði
Snorre fungerede som høvding af Snæfellsnes, og sagaens forfatter fremstiller ham konsekvent som den kloge, klassiske helt. Sagaen drejer sig primært om hans liv. Snorre konverterede til kristendommen og erklærede kristendommen for den officielle religion på Island. Han tillod opførslen af kristne kirker rundt omkring på Snæfellsnes.
Snorre var en Mand af middelhøjde, snarere slank end fedladen, med et smukt, veldannet og lyst åsyn, med lyst hår og rødt skæg. Til hverdag var han så ligevægtig, at man havde vanskeligt ved at mærke, om en ting mishagede ham eller ej; han var forstandig, forudseende i mange henseender, men glemte sent fornærmelser og var hævngerrig af sind; til sine venner havde han gode råd, men hans uvenner mærkede det uheldbringende i hans råd.
I kapitel 37 dræber Snorre og hans fostbrødre Arnkel, imens han er i færd med arbejde på sin gård. I den efterfølgende retssag om mordet på Arnkel bliver kun Thorleif Thorbrandsson (Þorbrandsson) dømt og gjort fredløs. Efter drabet på Arnkel tog Snorre senere sine fostbrødres, Thorbrandssons (Þorbrandssons), parti i deres fejde med Thorlaksson-familien. Han tog del i slaget ved Alftafjord med sine fostbrødre og reddede dem, efter at de alle var blevet såret i slaget ved Vigrafjord. Et kompromis blev senere indgået mellem de to familier. Snorres tilbød Thormod Thorlakssons søn sin datters hånd. Snorre forsøgte også at dræbe Bjørn Asbrandsson, der havde en affære med hans søster Thurid, mens hun var gift med Thorodd, et ægteskab som Snorre havde hjulpet med at arrangere. Bjørn afværgede Snorres angreb, men blev senere overtalt til at forlade Island.
I sine senere år førte Snorre med held en fejde mod Ospak Kjallaksson, en nordbo der havde samlet en gruppe mænd for konstant at angribe og plyndre hans naboer. Snorre og hans bande dræbte Ospak og de andre medlemmer af hans gruppe. Snorre skånede Ospaks søns liv og lod ham arve sin fars gård. Snorre havde adskillige børn og var i stand til at indgå ægteskabsalliancer med mange af de førende familier på Island. Snorres efterkommere omfattede Sturlungerne gennem hans søn Halldor.

### Arnkel
Arnkel fungerede, ligesom Snorre, som høvding over folkene i Helgafell. Han er ofte afbildet som en fjende af Snorre af sagaens forfatter. Arnkel giver også nordboerne på Island råd om forhold såsom ejendomsret og blodfejder. Arnkel blev involveret i yderligere konflikter med Snorre efter Arnkels far, Thorolf Bøgefod, anklagede Snorre for at stjæle hans brænde. Som sagaen skrider frem, gør Arnkel krav på ejendomme og land rundt omkring på Snæfellsnes.
Arnkel involverer sig endelig i en fysisk konflikt med Snorre og Thorbrandssons (Þorbrandsson), Snorres fostbrødre. Snorre og hans fostbrødre angriber og dræber Arnkel, mens han var i færd med arbejde på sin gård.
Arnkel havde lænet sit sværd og skjold op ad høstakken. Han greb da sine Vvben og værgede for sig, men var nu mere udsat for at blive såret. Fjenderne trængte nu ind i gærdet, men Arnkel sprang op paa høstakken og værgede sig der en stund, men blev til sidst overmandet og dræbt. De dækkede liget til med hø der i gærdet. Derpå drog Snorre hjem til Helgefjæld.

### Erik den Røde
Sagaen beretter om Erik den Rødes opdagelse af Grønland. Han opholdt sig ifølge sagaen dér i tre vintre, vendte tilbage til Island om vinteren, og vendte derefter tilbage for at bosætte sig permanent på Grønland. Sagaen giver ikke et bestemt tidspunkt for, hvornår dette fandt sted, men den antyder dog, at det skete fjorten år, før Snorre erklærede kristendom for den officielle religion i Snæfellsnes.

## Populærkultur
- Robert Louis Stevenson's The Waif Woman: A Cue, from a Saga (1914) var baseret på denne saga.[19]